# Раба (фильм)
Раба (арм. Ղուլը) — фильм созданный по повести Михаила Манвеляна Раба святого Георгия.

## Сюжет
История брата и сестры, разлученных гражданской войной и нашедших друг друга спустя много лет.

## В ролях
- Татьяна Акопян (Асмик) — Нектар
- Б. Мадатова — Аник
- Н. Манучарян — Егсан
- Авет Аветисян — Оник
- Христофор Абрамян — полицейский
- Михаил Гарагаш — торговец
- Арам (Григорий) Амирбекян — Саркис
- Л. Саакян — Гево

## Съёмочная группа
- художник — Михаил Сургунов
- главный администратор — Михаил Гарагаш
- помощник режиссёра — А. Даниелян

## Технические данные
- чёрно-белый, немой
- впервые на экране — 20 января 1928

## Интересные факты
Фильм был запрещен для показа в Армении из-за сцен в публичном доме. Сохранились 4 части из 6-ти.